# 마시밀리아노 로솔리노

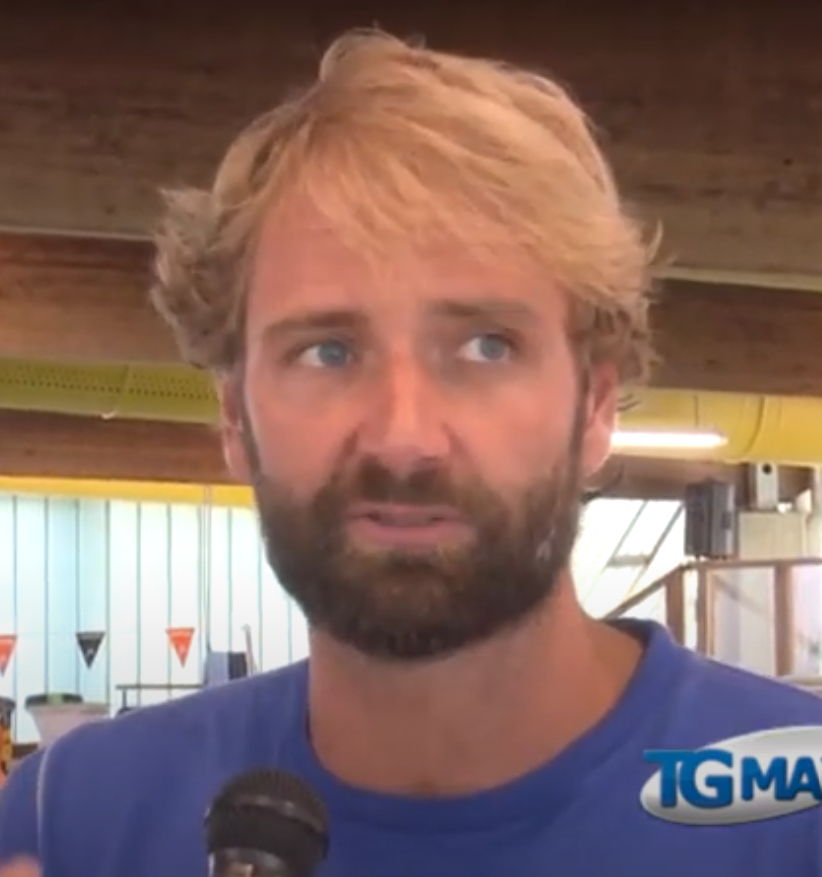

마시밀리아노 로솔리노(이탈리아어: massimiliano Rosolino, 1978년 7월 11일 ~ )는 이탈리아의 수영 선수이다.

## 인물 정보
나폴리에서 태어난 그는 3세때 오스트레일리아로 이주했고, 6세때 이탈리아로 돌아왔다.
그는 2002년에 멜버른 비센트리 클럽에서 코치 이안 포프와 함께 훈련하기 위해 다시 오스트레일리아로 이동했다. 로솔리노는 1996년부터 4번의 올림픽에서 이탈리아를 대표했다. 그는 2000년 시드니 올림픽에서 200m 개인혼영에서 금메달을 획득하면서 이탈리아 수영 역사에서 사상 2번째 올림픽 챔피언이 되었다. 그는 2가지 이상의 메달을 획득했다. 로솔리노는 2004년 아테네 올림픽 800m 자유형 계주에서 이탈리아 대표팀과 함께 동메달을 획득했다.
그는 2001년 후쿠오카 세계 선수권 대회 200m 개인혼영에서 세계 챔피언이 되었다.